# Plenodomus
Genre
Synonymes
Phoma sect. Plenodomus (Preuss) Boerema, Kesteren & Loer., 1981
Plenodomus est un genre de champignons ascomycètes de l'ordre des Pleosporales.
Plusieurs espèces de la section Plenodomus du genre Phoma ont été reclassées dans le genre Plenodomus à la suite d'études de phylogénie moléculaire.

## Liste d'espèces
Selon Catalogue of Life (3 septembre 2014) :
- Plenodomus agnitus
- Plenodomus biglobosus
- Plenodomus cannabis
- Plenodomus chelidonii
- Plenodomus chrysanthemi
- Plenodomus cocogena
- Plenodomus collinsoniae
- Plenodomus confertus
- Plenodomus congestus
- Plenodomus destruens
- Plenodomus enteroleucus
- Plenodomus fallaciosus
- Plenodomus fuscomaculans
- Plenodomus helveticus
- Plenodomus hendersoniae
- Plenodomus influorescens
- Plenodomus karii
- Plenodomus khorasanicus
- Plenodomus libanotidis
- Plenodomus lindquistii
- Plenodomus lupini
- Plenodomus metasequoiae
- Plenodomus nigricans
- Plenodomus pimpinellae
- Plenodomus pyracanthae
- Plenodomus rabenhorstii
- Plenodomus ruttneri
- Plenodomus silvaticus
- Plenodomus sorghi
- Plenodomus tracheiphilus
- Plenodomus valentinus
- Plenodomus vincetoxici
- Plenodomus visci

## Liste des espèces et non-classés
Selon NCBI (3 septembre 2014) :
- Plenodomus agnitus
- Plenodomus chrysanthemi
- Plenodomus collinsoniae
- Plenodomus confertus
- Plenodomus congestus
- Plenodomus enteroleucus
- Plenodomus fallaciosus
- Plenodomus hendersoniae
- Plenodomus influorescens
- Plenodomus libanotidis
- Plenodomus lindquistii
- Plenodomus lupini
- Plenodomus pimpinellae
- Plenodomus tracheiphilus
  - non-classé Plenodomus tracheiphilus IPT5
- Plenodomus visci
- Plenodomus wasabiae